# Sable (Aidussina)
Sable (in sloveno Velike Žablje, in italiano tra le due guerre Sable grande, in epoca asburgica in tedesco Große Sablie) è un paese della Slovenia, insediamento (naselje) del comune di Aidussina.
La località , che si trova a 87,5 metri s.l.m. ed a 21,2 kilometri dal confine italiano, è situata alle pendici nord delle colline del Vipacco (Vipavski griči) a 6,4 km dal capoluogo comunale. È capoluogo di una delle 28 comunità locali in cui si suddivide il comune.

## Geografia fisica

### Corsi d'acqua
Fiume Vipacco (Vipava), Brenk; Češnovca.

## Storia
In epoca asburgica Sable fu inizialmente comune catastale autonomo all'interno della Contea di Gorizia e Gradisca (parte a sua volta dapprima del Regno d'Illiria e poi dal 1849 del Litorale austriaco). In seguito la località venne aggregata al comune di Santa Croce (Heiligenkreuz, Sveti Križ), per poi tornare a formare un comune autonomo nel primo decennio del XX secolo, inquadrato nel distretto giudiziario di Aidussina e nel distretto politico di Gorizia. In questo periodo era nota con il toponimo sloveno di Velike Žablje, quello tedesco di Große Sablie e quello italiano di Sabla.
Nel 1920, in seguito alla prima guerra mondiale e al Trattato di Rapallo, entrò a far parte come il resto della regione nel Regno d'Italia. Il nome del paese venne modificato dapprima in Veliche Zablie e poi nel 1923 in Sable grande. Nello stesso anno il comune venne inquadrato nel Circondario di Gorizia della Provincia del Friuli, per passare nel 1927 alla ricostituita Provincia di Gorizia, mantenendo sempre la medesima circoscrizione territoriale dell'epoca asburgica. Fu comune autonomo fino al 1928, quando fu soppresso e aggregato a Santa Croce di Aidussina.
Nel 1947, in seguito alla seconda guerra mondiale e ai Trattati di Parigi, il comune passò alla Jugoslavia. Dal 1991 fa parte della Slovenia.